# 2023 у літературі

## Померли
- 2 січня — Сюзі Маккі Чарнас, 83, американська письменниця-фантастка;
- 3 січня — Елена Уельва, 20, іспанська активістка боротьби з раком, інфлюєнсерка та письменниця;
- 7 січня — Рассел Бенкс, 82, американський письменник та поет;
- 20 січня — Григорій Канович, 93, російський і литовський письменник та перекладач;
- 27 січня — Олександр Кравчук, 100, польський історик, письменник, політик та педагог, міністр культури Польщі (1986—1989);
- 2 лютого — Соломон Перель, 97, ізраїльський письменник та громадський діяч;
- 3 лютого — Шевах Вайс, 87, ізраїльський політик, дипломат, політолог, письменник та педагог;
- 4 лютого — Савка Богдан Михайлович, 91, український письменник, історик, краєзнавець, педагог та громадський діяч[1];
- 17 лютого — Жуховицький Леонід Аронович, 90, радянський і російський письменник, драматург, сценарист та педагог;
- 19 лютого — Єрмолова Валентина Іванівна, 83, радянська і український письменниця та сценаристка;
- 21 лютого — Пидоренко Ігор Вікторович, 69, радянський та російський письменник-фантаст;
- 28 лютого — Довбуш Олександр Іванович, 54, український письменник та журналіст;
- 3 березня — Кендзабуро Ое, 88, японський письменник, лауреат Нобелівської премії з літератури (1994);
- 8 березня — Степаненко Микола Іванович, 63, український політик, письменник та громадський діяч;
- 10 березня — Алексіс Парніс, 98, грецький письменник, поет та драматург;
- 12 березня — Драгослав Михаїлович, 92, сербський письменник;
- 15 березня — Веретенников Віктор Олександрович, 82, український підприємець, політик, письменник та сценарист;
- 17 березня — Дубравка Угрешич, 73, хорватська письменниця, літературознавиця та перекладачка;
- 19 березня — Святненко Володимир Григорович, 53, український письменник та краєзнавець[2];
- 20 березня — Майкл Рівз, 72, американський письменник-фантаст та сценарист;
- 27 березня — Вім Де Біє, 83, нідерландський комік, письменник та співак;
- 29 березня — Ониськів Михайло Михайлович, 81, український письменник, журналіст, краєзнавець та літературознавець;
- 3 квітня — Войцех Пестка, 71, польський поет, письменник та перекладач;
- 10 квітня — Фернандо Санчес Драго, 86, іспанський письменник;
- 10 квітня — Енн Перрі, 84, британська письменниця;
- 11 квітня — Меїр Шалев, 74, ізраїльський письменник та журналіст;
- 12 квітня — Багіров Едуард Ісмаїлович, 47, російський письменник, сценарист та політтехнолог;
- 13 квітня — Точинов Віктор Павлович, 56, російський письменник-фантаст;
- 13 квітня — Лама Сопа, 76, непальський чернець-бгікшу, наставник з тибетського буддизму традиції гелуг, письменник;
- 19 квітня — Йонатан Гефен, 76, ізраїльський поет, письменник, журналіст та перекладач;
- 20 квітня — Маркас Зінґеріс, 76, литовський письменник, поет, журналіст та перекладач;
- 27 квітня — Бакуменко Олександр Данилович, 69, радянський і український письменник та журналіст, голова Українського фонду культури ім. Бориса Олійника[3];
- 2 травня — Павел Смоленський, 63, польський журналіст та письменник;
- 4 травня — Ріфат Растодер, 72, чорногорський політик, письменник та журналіст;
- 5 травня — Філіпп Соллерс, 86, французький письменник;
- 11 травня — Кеннет Енгер, 96, американський режисер, сценарист та письменник;
- 13 травня — Сивілла Левічарофф, 69, німецька письменниця;
- 15 травня — Козловський Євген Антонович, 76, радянський і російський письменник, режисер та сценарист;
- 18 травня — Овод Валентина Яківна, 76, радянська і українська письменниця, журналістка та громадська діячка;
- 19 травня — Мартін Еміс, 73, британський письменник та сценарист;
- 19 травня — Джевад Карахасан, 70, боснійський письменник;
- 20 травня — Крістіан Аарон Булонь, 60, французький фотограф, актор та письменник;
- 25 травня — Конончук Тетяна Іванівна, 70, українська письменниця, літературознавиця, культурологиня й педагогиня[4];
- 26 травня — Драгун Юлія Юріївна, 67, українська письменниця;
- 27 травня — Есаулов Олександр Юрійович, 70, український письменник;
- 28 травня — Антоніо Гала, 92, іспанський письменник, поет та журналіст;
- 31 травня — Крістіна Ата Айдо, 81, ганська письменниця та феміністка, міністерка освіти Гани (1982—1983);
- 5 червня — Голованов Володимир Антонович, 83, радянський і російський письменник та сценарист;
- 6 червня — Мозжухін Анатолій Олександрович, 85, український російськомовний поет, письменник, філософ, винахідник та громадський діяч;
- 9 червня — Подолинний Анатолій Мусійович, 83, український літературознавець, поет, письменник та педагог;
- 13 червня — Кормак Маккарті, 89, американський письменник;
- 16 червня — Даніель Еллсберг, 92, американський військовий аналітик, економіст, письменник та антивоєнний активіст;
- 26 червня — Ізабель Лакан, 68, французька письменниця та акторка;
- 1 липня — Амеліна Вікторія Юріївна, 37, українська письменниця та громадська діячка[5];
- 11 липня — Мілан Кундера, 94, чесько-французький письменник, поет, перекладач та педагог;
- 15 липня — Терлецький Віктор Володимирович, 86, радянський і український письменник, краєзнавець та педагог;
- 16 липня — Кевін Митник, 59, американський консультант з комп'ютерної безпеки та письменник;
- 18 липня — Пронін Віктор Олексійович, 84, радянський і російський письменник та журналіст;
- 19 липня — Овсієнко Василь Васильович, 74, український громадський діяч, письменник, радянський дисидент[6];
- 24 липня — Сеїті Морімура, 90, японський письменник детективного жанру;
- 28 липня — Мартін Вальзер, 96, німецький письменник та драматург;
- 30 липня — Лапікура Валерій Павлович, 79, радянський і український журналіст та письменник[7];
- 30 липня — Давид Албахарі, 75, сербський письменник та перекладач;
- 3 серпня — Жиль Перро, 92, французький письменник, сценарист та журналіст;
- 5 серпня — Філіпп Кюрваль, 93, французький письменник-фантаст та журналіст;
- 7 серпня — Володарський Леонід Веніамінович, 73, російський перекладач, письменник та радіоведучий;
- 9 серпня — Сухомозький Микола Михайлович, 73, український журналіст та письменник;
- 10 серпня — Нечитайло Віталій Васильович, 82, український історик, письменник та педагог;
- 10 серпня — Мікела Мургія, 51, італійська письменниця;
- 17 серпня — Марко Вешович, 75, чорногорський письменник;
- 26 серпня — Салига Тарас Юрійович, 81, український літературознавець, письменник, журналіст та громадський діяч;
- 30 серпня — Романюк Віктор Степанович, 84, український письменник, політик та громадський діяч;
- 5 вересня — Моллі Хольцшлаг, 60, американська письменниця;
- 6 вересня — Козловський Ігор Анатолійович, 69, український релігієзнавець, письменник та громадський діяч;
- 21 вересня — Евхенія Вітері, 95, еквадорська письменниця;
- 21 вересня — Стасюк Михайло Миколайович, 91, український письменник[8];
- 23 вересня — Кузьменко Ольга Михайлівна, 76, українська письменниця та педагогиня;
- 25 вересня — Радиш Богдан Ілліч, 88, український поет та письменник;
- 26 вересня — Рабенчук Володимир Семенович, 79, український письменник;
- 27 вересня — Олекса Гайворонський, 49, український історик, письменник та телеведучий[9];
- 28 вересня — Ганіра Пашаєва, 48, азербайджанська громадсько-політична діячка та письменниця;
- 28 вересня — Друце Йон Пантелійович, 95, молдовський письменник та драматург;
- 30 вересня — Майкл Френсіс Флінн, 76, американський письменник та статистик;
- 3 жовтня — Мірча Євген Бурада, 77, румунський письменник та сценарист;
- 8 жовтня — Берт Янг, 83, американський актор, письменник та художник;
- 9 жовтня — Морозенко Марія Миколаївна, 54, українська письменниця та поетеса;
- 13 жовтня — Рейн Салурі, 84, естонський письменник та перекладач;
- 15 жовтня — Сюзанна Сомерс, 76, американська акторка, письменниця та підприємиця;
- 20 жовтня — Разіль Валієв, 76, російський політик, татарський письменник та поет;
- 20 жовтня — Гіба Абу Нада, 32, палестинська письменниця й поетеса;
- 2 листопада — Анрі Лопес, 86, конголезький письменник та політик;
- 4 листопада — Мері Вілліс Волкер, 81, американська письменниця детективного жанру;
- 10 листопада — Девід Гай Комптон, 93, британський письменник;
- 11 листопада — Абдуллін Азат Хаматович, 92, башкирський письменник;
- 12 листопада — Садур Ніна Миколаївна, 75, російська письменниця;
- 13 листопада — Майкл Бішоп, 78, американський письменник-фантаст;
- 15 листопада — Дайсаку Ікеда, 95, японський філософ, письменник, політик та громадський діяч;
- 16 листопада — Антонія Баєтт, 87, британська письменниця;
- 17 листопада — Меньшов Олександр Володимирович, 46, український письменник, волонтер та військовик[10];
- 20 листопада — Катерлі Ніна Семенівна, 89, російська письменниця;
- 22 листопада — Лінда Саган, 83, американська художниця та письменниця;
- 25 листопада — Максименко Лілія Олександрівна, 61, українська письменниця[11];
- 27 листопада — Павел Гюлле, 66, польський письменник, журналіст та сценарист;
- 9 грудня — Дерік Гросс-старший, 76, американський художник-ілюстратор та письменник;
- 10 грудня — Девід Дрейк, 78, американський письменник-фантаст;
- 12 грудня — Грушко Олена Арсенівна, 71, російська письменниця;
- 13 грудня — Розанова Марія Василівна, 93, російська письменниця;
- 15 грудня — Білокопитов Микола Григорович, 69, український сатирик та поет[12];
- 15 грудня — Тимченко Віктор Петрович, 93, радянський і український письменник та поет[13];
- 22 грудня — Ева Гаусерова, 69, чеська журналістка та письменниця;
- 27 грудня — Арабов Юрій Миколайович, 69, радянський і російський письменник, поет, сценарист та педагог.